# 사랑의 양지
"사랑의 양지"는 한국에서 제작된 박윤교 감독의 1978년 영화이다. 윤미라 등이 주연으로 출연하였고 김화식 등이 제작에 참여하였다.

## 출연

### 주연
- 윤미라
- 유영국
- 지미옥
- 김윤택

## 기타
- 조명: 김연
- 녹음: 이재웅